# 斯勞厄爾瑟
斯劳厄尔瑟（丹麥語：Slagelse），丹麥西蘭島上的一座城市，斯劳厄尔瑟市镇的行政中心。